# Mike van de Goor
Mike Willem Frank van de Goor, född 14 maj 1973 i Oss, är en nederländsk volleybollspelare.
Han blev olympisk guldmedaljör i volleyboll vid sommarspelen 1996 i Atlanta.